# 公共放送サービス
公共放送サービス（英語: Public Broadcasting Service、PBS）は、アメリカ合衆国で会員数349のテレビ放送局を有する、非営利・公共放送ネットワークである。PBSの本部はバージニア州アーリントンに置かれている。PBSはその前身であるNET（1952年設立・1954年放送開始）の後継団体として1969年に設立され、1970年10月にPBSとしての放送が開始された。

## 組織
アメリカ合衆国連邦政府や州の交付金、個人・団体・企業からの寄付金、コマーシャル・メッセージで運営されており、主に教育番組や教養番組の放送を行っている。
1967年に連邦議会はカーネギー財団の援助を得て、営利を目的としないラジオ・テレビ放送局を支援するための非営利団体としてアメリカ公共放送社（CPB）を設立した。
加盟局の多くも非営利の企業・財団が運営しているが、地域によっては大学や教育委員会が運営しているところもある。PBS加盟局を持っている大学としてはアリゾナ大学（フェニックス）やノースカロライナ大学（ノースカロライナ州全域）などがある。
経営環境から同じ州内で複数の加盟局の運営を一本化する動きもあり、小規模な州だけではなくニュージャージー州のNJNやメリーランド州のメリーランド公共テレビなど、中規模な州でも一本化が行われている。ジョージア州では公共ラジオのネットワーク、NPRの加盟局をも統括している。

### 政府補助金
PBSは日本放送協会（NHK）や英国放送協会（BBC）などといった、諸外国の公共放送と異なり、視聴者に対して受信料の支払いを求めていない。その代わり、アメリカ合衆国連邦政府や各州政府から補助金を受けており、連邦政府からの資金収入は全体の15%を占めている。PBSの財政基盤は不安定であり、2005年には、2006年のCPBへの交付金を約1億ドル削減する案が連邦議会で可決されかけたが、成立は免れた。

その補助金を巡って、議会議員の中から政府補助金の減額または取り止めを示唆する発言が行われることも度々発生している。
2023年4月、PBSのTwitter公式アカウントに「政府出資メディア」のラベルが付与された。これを受け、PBSは公式アカウントからのツイートを停止することを同月に発表した。

## 番組
日本においては『セサミストリート』の制作局として知られていたが、映像ソフトの販売収入低下やPBSからの協賛金減少などによる資金不足により、2015年秋からHBOに制作が移管した。HBOでの新作独占放映権が消滅する9か月後に、PBSで同番組が放送される。

### NHKとの関わり
自社制作のニュース番組『PBSニュースアワー』がNHK BSで放送されていた（2025年現在、同番組のハイライトがNHK BSによる海外ニュース番組の一部として放送されている）。また、NHKワールド JAPANにて放送されている一部番組もPBS加盟各局にて放送している。

### BBCとの関わり
BBCワールドニュースも放送されており、PBSで放送される時間のニュースではプレゼンターが「アメリカではPBSでもご覧頂いております」という意の発言を番組冒頭で行う。

## PBS系列局
- WGBH-TV 2/19/43/44 マサチューセッツ州ボストン市
- WNET 13/61 ニュージャージー州ニューアーク/ニューヨーク州ニューヨーク
- WETA-TV 26/27 ワシントンD.C.
- KHET 11/11 ハワイ州ホノルル（PBSハワイ）
- WTTW 11 イリノイ州シカゴ
- WQED 13/38 ペンシルベニア州ピッツバーグ
- KQED公共テレビ 9/30 カリフォルニア州サンフランシスコ
- KLCS 58 カリフォルニア州ロサンゼルス
- KCET 28 カリフォルニア州ロサンゼルス
- KPBS 11/15 カリフォルニア州サンディエゴ
- WPBT 2/18 フロリダ州マイアミ
- WHYY 12 デラウェア州ウィルミントン/ペンシルベニア州フィラデルフィア
- WFYI 20 インディアナ州インディアナポリス
- KLRU 18 テキサス州オースティン
- Oklahoma Educational Television Authority
- Kentucky Educational Television（KET）はケンタッキー州のすべて、アーカンソー州、イリノイ州、インディアナ州、ミズーリ州、オハイオ州、テネシー州並びにウエストバージニア州の一部を対象とした16局を有するアメリカの中で最大な会員放送局である。